# Dilta
Dilta är ett släkte av insekter som beskrevs av Embrik Strand 1911. Dilta ingår i familjen klippborstsvansar.
Släktet innehåller bara arten Dilta hibernica.